# Hydraena cygnus
Hydraena cygnus är en skalbaggsart som beskrevs av Peter Zwick 1977. Hydraena cygnus ingår i släktet Hydraena och familjen vattenbrynsbaggar. Inga underarter finns listade i Catalogue of Life.